# 小嶋太門
小嶋 太門（こじま たもん、1919年7月13日 - 2008年2月7日）は、民間史家。後藤又兵衛研究のパイオニア。

## 略歴
出生名は東野一雄。大阪府中河内郡岩田町で生まれ育つ。1938年、天王高等商業学校（後の大阪市立天王寺商業高等学校）を経て1941年、関西大学法学部を繰り上げ卒業。学徒動員により1942年、第四師団輜重兵第4聯隊に応召。7月に中支派遣軍輜重兵34聯隊に配属し、以後中南支に転戦。いわゆる一号作戦に従軍する。
1946年に帰還し、大阪中央電気局（現、NTT）の通信事務員となる。1949年に小嶋十三子と養子縁組し、小嶋姓に改名。「太門」は敬愛する曽祖父からヒントを得た雅号ながら、終生この名前を自称した。
1949年にユニオン・チャック工業株式会社の取締役社長に就任するも、事業は行き詰まり、不安定な貧困生活を余儀なくされる。1980年に会社解散。長年にわたって建築業事務、ホテル事務などで生計を立て、仕事の合間を縫って後藤又兵衛研究に没頭した。
大阪市東成区片江町（現、大今里南）、生駒市軽井沢町、奈良市秋篠早月町などに住む。元中部大学教授の小島亮は長男。

## 研究の概要
「大坂陣の豪将後藤又兵衛基次（其の一）（其の二）」（河内史談会『河内文化』19号　1971, 20号　1972）は、松本多喜雄『播州後藤氏の栄光: 後藤又兵衛基次の系譜』（神戸新聞総合印刷　1982）に先行し、後藤又兵衛の戦後初の本格的研究であった。とりわけ後藤又兵衛の菩提所の一つが伊予国長泉寺であるとの仮説は昭和63年11月29日の伊予市の史蹟指定の根拠となり、伊予市教育委員会による説明も行われている 。この仮説は「医官法橋後藤玄哲年譜」など川之江後藤家の研究（→後藤基芳）と関係し、母妻を避難させた四国の地に自らの首級の埋葬を依頼したと推論した。これを出発点として小嶋は四国の後藤又兵衛伝承地を精査し、伊予国長泉寺を妥当な菩提地として仮説化したのである。首級を菩提所に運ぶ遺言を残したと推測した吉村武右衞門について「吉村武右衛門供養碑」（大阪府柏原市玉手山古戦場に建立）の碑文も小嶋は執筆している。
小嶋の後藤又兵衛像は「最後の戦国武将」と把握するもので、下剋上を遠い過去に追いやる秩序再編に抗して、あえて「敗者に殉じた」と理解し、英雄伝説や忠臣的イメージを否定した。後藤又兵衛の人生は徳川家康によって形成されつつあった社会体制へのアンチテーゼでもあったから、庶民のヒーローになり得たとも把握したのである。後藤又兵衛は近世的な「忠臣」または「義士」でなく、いわんや大坂の陣の西軍、豊臣家側に仕えるいかなる義理もなかった。小嶋の認識では「戦国の自由」にこそ合理的な思索に長けた後藤又兵衛は殉じた。民間史家であった小嶋の史料批判の甘さや欠陥は福田千鶴によって指摘されている。

## 著作
- 『後藤又兵衛とその子』人間社　2007
- 『草蒸す墓標　小嶋太門遺稿集』人間社 2008
- 『家系史研究覚え書』人間社 2008
- 『後藤又兵衛の研究』樹林舎 2014
- 『櫛風沐雨　ある輜重兵の記録』　グループ丹 2019
- 『青桐の秘密-歴史なき街にて-』（小島亮、小嶋十三子共著）風媒社　2021